# Município de Flushing (Ohio)
Localização do Ohio nos E.U.A.
O município de Flushing (em inglês: Flushing Township) é um município localizado no condado de Belmont no estado estadounidense de Ohio. No ano de 2010 tinha uma população de 2021 habitantes e uma densidade populacional de 25,2 pessoas por km².

## Geografia
O município de Flushing encontra-se localizado nas coordenadas 40° 08′ 04″ N, 81° 06′ 59″ O. Segundo a Departamento do Censo dos Estados Unidos, o município tem uma superfície total de 80.19 km², da qual 72,49 km² correspondem a terra firme e (9,6 %) 7,69 km² é água.

## Demografia
Segundo o censo de 2010, tinha 2021 pessoas residindo no município de Flushing. A densidade populacional era de 25,2 hab./km².